# Villaperuccio
Villaperuccio é uma comuna italiana da região da Sardenha, província da Sardenha do Sul, com cerca de 1.109 habitantes. Estende-se por uma área de 36 km², tendo uma densidade populacional de 31 hab/km². Faz fronteira com Narcao, Nuxis, Perdaxius, Piscinas, Santadi, Tratalias.

## Demografia
| Variação demográfica do município entre 1861 e 2011                               |
|                                                                                   |
| Fonte: Istituto Nazionale di Statistica (ISTAT) - Elaboração gráfica da Wikipedia |